# ویلیام فون ویرن
ویلیام فون ویرن (انگلیسی: William von Wirén) (زاده ۱۱ سپتامبر ۱۹۸۴ - درگذشته ۲۳ نوامبر ۱۹۵۶) قایقران اهل کشور استونی است.
وی توانسته است مدال برنز کلاس ۶ متر قایقرانی بادبانی بازی‌های المپیک تابستانی ۱۹۲۸ را کسب کند.